# اوبرکیرشن (اشمالنبرگ)
اوبرکیرشن (به آلمانی: Oberkirchen) یک منطقهٔ مسکونی در آلمان است که در اشمالنبرگ واقع شده‌است. اوبرکیرشن ۸۰۷ نفر جمعیت دارد.